# Elezioni parlamentari in Iran del 2020
Le elezioni parlamentari in Iran del 2020 si tennero il 21 febbraio e l'11 settembre per il rinnovo dell'Assemblea consultiva islamica.
I conservatori del Consiglio di coalizione delle forze della rivoluzione islamica hanno raggiunto oltre il 61% dei consensi.
L'affluenza alle urne crollò ufficialmente al 42,57% (19 punti in meno della tornata precedente).

## Risultati

### Primo turno
| Conservatori                 | 221 | 76,20 |  |  |  |  |  |  |
| Riformisti                   | 20  | 6,89  |  |  |  |  |  |  |
| Indipendenti                 | 38  | 13,10 |  |  |  |  |  |  |
| Totale                       | 279 | 96,20 |  |  |  |  |  |  |
|                              |     |       |  |  |  |  |  |  |
| Seggi non decisi             | 11  | 3,79  |  |  |  |  |  |  |
| Fonte: ICANA (citata da WSJ) |     |       |  |  |  |  |  |  |

### Secondo turno
| Fazione                      | Seggi | %      |
| ---------------------------- | ----- | ------ |
| Conservatori                 | 5     | 56,09  |
| Riformisti                   | 1     | 2,22   |
| Indipendenti                 | 4     | 41,69  |
| Totale                       | 10    | 100,00 |
|                              |       |        |
| Non contestato               | 1     |        |
| Fonte: ICANA (citata da WSJ) |       |        |